# Dominique Boschero
Dominique Boschero, in lingua occitana Dominique Bosquier (Parigi, 27 aprile 1937), è un'attrice cinematografica ed ex modella francese con cittadinanza italiana.

## Biografia

Dominique Boschero in una scena de La donnaccia

Sorella dell'attore Martial Boschero, nasce in Francia da genitori italiani, che allo scoppio della seconda guerra mondiale la affidano ai nonni. Trascorre l'infanzia a Frassino (CN).
A 15 anni, finita la guerra, torna a Parigi, dove inizia a lavorare prima come inserviente in una clinica, poi come sarta quindi, grazie alla sua notevole avvenenza, come indossatrice. A  18 anni esordisce nella rivista del locale parigino La nouvelle ève e inizia la carriera di soubrette e di attrice in piccoli ruoli.
Un'intervista concessa alla rivista Epoca la fa notare dai produttori italiani. Talora accreditata come Dominique Bosquero, diviene un'icona del cinema italiano: nella sua breve ma intensa carriera cinematografica, che la porta a girare subito numerosi film, spazia dalla commedia all'italiana allo spaghetti-western, dal thriller al horror, dallo storico-mitologico al fantasy.
Nel 1974 abbandona il cinema e si ritira a Frassino, un paesino della Val Varaita, di lingua occitana. Nel 1989 riappare sugli schermi nella soap italiana Passioni, diretta da Riccardo Donna e trasmessa su Rai 1. Nel 2024 esce un libro dedicato alla sua vita, La ragazza occitana. Vita movimentata di Dominique Boschero, scritto da Nando Mainardi.

## Vita privata
Si lega sentimentalmente a Claudio Volonté, fratello di Gianmaria. Claudio travolto da uno scandalo su una presunta bomba collocata in Vaticano e poi il suicidio, rallenteranno la carriera da attrice della Bosquero.
Un'altra importante storia d'amore è quella con il cantante Franco Califano.
Alla fine degli anni sessanta incontra François Fontan, teorico dell'autonomismo occitano, e il poeta Antonio Bodrero, e inizia a interessarsi dell'identità etnica e linguistica occitana.

## Filmografia

Dominique Boschero e Aroldo Tieri nel film Un dollaro di fifa (1960)

Roger Browne e Dominique Boschero in una scena del film Come rubare la corona d'Inghilterra

### Cinema
- La sposa troppo bella (La Mariée est trop belle), regia di Pierre Gaspard-Huit (1956)
- Mitsù, peccatrice ingenua (Mitsou ou Comment l'esprit vient aux filles...), regia di Jacqueline Audry (1956)
- Club di ragazze (Club de femmes), regia di Ralph Habib (1956)
- Printemps à Paris, regia di Jean-Claude Roy (1957)
- Il dado è tratto (Le Rouge est mis), regia di Gilles Grangier (1957)
- Il capitano della legione (Sénéchal le magnifique), regia di Jean Boyer (1957)
- Mia moglie, le modelle ed io (L'amour est en jeu), regia di Marc Allégret (1957)
- Verso la città del terrore (A Tale of Two Cities), regia di Ralph Thomas (1958)
- I vampiri del sesso (Des femmes disparaissent), regia di Édouard Molinaro (1959)
- Il barone (Le Baron de l'écluse) di Jean Delannoy (1960)
- Un dollaro di fifa, regia di Giorgio Simonelli (1960)
- Le ambiziose, regia di Antonio Amendola (1960)
- Pantalaskas, regia di Paul Paviot (1960)
- La doppia morte (Le Cercle vicieux), regia di Max Pecas (1960)
- I soliti rapinatori a Milano, regia di Giulio Petroni (1961)
- I magnifici tre, regia di Giorgio Simonelli (1961)
- Ulisse contro Ercole, regia di Mario Caiano (1962)
- Una domenica d'estate, regia di Giulio Petroni (1962)
- Canzoni a tempo di twist, regia di Stefano Canzio (1962)
- Agente 310 spionaggio sexy (Heißer Hafen Hongkong), regia di Jurgen Roland (1962)
- La freccia d'oro, regia di Antonio Margheriti (1962)
- Mare matto, regia di Renato Castellani (1963)
- Sciarada alla francese (Cherchez l'idole), regia di Michel Boisrond (1963)
- La rimpatriata, regia di Damiano Damiani (1963)
- Gli imbroglioni, regia di Lucio Fulci (1963)
- ...e la donna creò l'uomo, regia di Camillo Mastrocinque (1964)
- I maniaci, regia di Lucio Fulci (1964)
- I marziani hanno dodici mani, regia di Castellano e Pipolo (1964)
- Il segreto del garofano cinese (Das Geheimnis der chinesischen Nelke), regia di Rudolf Zehetgruber (1964)
- Frühstück mit dem Tod, regia di Franz Antel (1964)
- Insieme a Parigi (Paris - When It Sizzles), regia di Richard Quine (1964)
- Vivir al sol, regia di German Lorente (1965)
- Spiaggia libera, regia di Marino Girolami (1965)
- Libido, regia di Ernesto Gastaldi e Vittorio Salerno (1965)
- La donna che viveva sola, episodio di Io uccido, tu uccidi, regia di Gianni Puccini (1965)
- Con rispetto parlando, regia di Marcello Ciorciolini (1965)
- Le spie uccidono a Beirut, regia di Luciano Martino (1965)
- Racconti a due piazze (Le Lit à deux places), regia di Jean Delannoy (1965)
- OSS 77 - Operazione fior di loto, regia di Bruno Paolinelli (1965)
- La donnaccia, regia di Silvio Siano (1965)
- Mano di velluto, regia di Ettore Fecchi (1966)
- Delitto d'amore, regia di Juan de Orduña (1966)
- Furia a Marrakech, regia di Mino Loy, Luciano Martino (1966)
- Borman, regia di Bruno Paolinelli (1966)
- Duello nel mondo, regia di Georges Combret e Luigi Scattini (1966)
- Come rubare la corona d'Inghilterra, regia di Sergio Grieco (1967)
- Le Feu de Dieu, regia di Georges Combret (1967)
- La mortale trappola di Belfagor, regia di Georges Combret e Jean Maley (1967)
- La locanda delle bambole crudeli (Das Rasthaus der grausamen Puppen), regia di Rolf Olsen (1967)
- Un treno per Durango, regia di Mario Caiano (1968)
- Franco, Ciccio e le vedove allegre, regia di Marino Girolami (1968)
- Anche nel West c'era una volta Dio, regia di Marino Girolami (1968)
- Contronatura (Schreie in der Nacht), regia di Antonio Margheriti (1969)
- Il vichingo venuto dal sud, regia di Steno (1971)
- L'iguana dalla lingua di fuoco, regia di Riccardo Freda (1971)
- I corvi ti scaveranno la fossa (Los buitres cavarán tu fosa), regia di Juan Bosch (1971)
- Tutti i colori del buio, regia di Sergio Martino (1972)
- Il sindacalista, regia di Luciano Salce (1972)
- Chi l'ha vista morire?, regia di Aldo Lado (1972)
- La signora è stata violentata, regia di Vittorio Sindoni (1973)
- Peccato veniale, regia di Salvatore Samperi (1973)
- Il prato macchiato di rosso, regia di Riccardo Ghione (1975)
- Faccia di spia, regia di Giuseppe Ferrara (1975)
- Tous les chemins mènent à l'homme, regia di Jack Guy (1976)

### Televisione
- Passioni – serial TV, 100 episodi (1989)

## Doppiatrici italiane
- Rita Savagnone ne Gli imbroglioni, Come rubare la corona d'Inghilterra
- Fiorella Betti in Le spie uccidono a Beirut, Un treno per Durango
- Flaminia Jandolo in I corvi ti scaveranno la fossa, Il prato macchiato di rosso
- Rosetta Calavetta in Un dollaro di fifa